# مارکوس تبار
مارکوس تبار (انگلیسی: Marcos Tébar؛ زادهٔ ۷ فوریهٔ ۱۹۸۶) بازیکن فوتبال اهل اسپانیا است.
از باشگاه‌هایی که در آن بازی کرده‌است می‌توان به باشگاه فوتبال رئال مادرید سی، باشگاه فوتبال رایو وایکانو، باشگاه فوتبال رئال مادرید، باشگاه فوتبال پون سیتی، باشگاه فوتبال ژیرونا، باشگاه فوتبال رئال مادرید کاستیا، باشگاه فوتبال آلمریا، و باشگاه فوتبال برنتفورد اشاره کرد.
وی همچنین در تیم‌های ملی فوتبال زیر ۱۶ سال اسپانیا و زیر ۱۷ سال اسپانیا بازی کرده‌است.